# Jon Mersinaj
Jon Mersinaj (ur. 8 lutego 1999 w Tiranie) – albański piłkarz grający na pozycji obrońcy. Od 2018 roku jest zawodnikiem klubu Lokomotiva Zagrzeb.

## Statystyki
| Sezon   | Klub               | Kraj      | Rozgrywki           | Mecze | Bramki |
| ------- | ------------------ | --------- | ------------------- | ----- | ------ |
| 2018/19 | KF Laçi            | Albania   | Kategoria Superiore | 26    | 0      |
| 2019/20 | Lokomotiva Zagrzeb | Chorwacja | 1. HNL              | 25    | 0      |
| 2020/21 | Lokomotiva Zagrzeb | Chorwacja | 1. HNL              | 3     | 0      |